# Bärbel Struppert
Bärbel Struppert, född den 26 september 1950 i Jena, Tyskland, är en östtysk före detta friidrottare inom kortdistanslöpning.
Hon tog OS-silver på 4 x 100 meter vid friidrottstävlingarna 1972 i München. 